# Pfeiffer Péter
Pfeiffer Péter (Füle, 1862. január 31. – Szeged, 1947. november 7.) fizikus, egyetemi tanár.

## Életpályája
Az egyetemet Kolozsvárott végezte 1884-ben. Doktori oklevelét szintén itt szerezte meg még abban az évben. A kolozsvári egyetemen lett magántanár 1902-ben, majd 1904-ben  nyilvános rendkívüli, míg 1917-ben nyilvános rendes  tanár. 1921-től a szegedi egyetemen tanított 1932-es nyugdíjazásáig.  1922–1923-ban rektor volt, majd 1925–1926-ban dékán.

## Munkássága
Elektrotechnikát oktatott, ehhez írt tankönyveket. Kutatásai az elektromos hullámok mozgásával és elektrotechnikával kapcsolatosak.

### Egyetemi jegyzetei
- A változó áramok és elektromos hullámok kísérleti tana, Kolozsvár, 1903
- Az elektrotechnika elemei, Kolozsvár, 1914